# Huta (Józefów)
Huta – część wsi Józefów w Polsce, położona w województwie lubelskim, w powiecie włodawskim, w gminie Wola Uhruska.
W latach 1975–1998 Huta administracyjnie należała do województwa chełmskiego.